# Balladen om herr Fredrik Åkare och den söta fröken Cecilia Lind
Balladen om herr Fredrik Åkare och den söta fröken Cecilia Lind är en visa med text av Cornelis Vreeswijk. 
Melodin är hämtad från den engelska folksången "Monday Morning" (som till stora delar bygger på 1500-talssången Scarborough Fair och den skotska folksången The Elfin Knight), vilken bland annat Peter, Paul & Mary gav ut på skiva år 1965.
Texten kretsar kring kärlek som uppstår mellan den äldre mannen Fredrik Åkare och den 16-åriga flickan Cecilia Lind vid en logdans. Trots moraliska betänkligheter så kysser de varandra och texten konstaterar att "kärlek är blind".
Vreeswijks text framfördes första gången 1966 av sångerskan Marie-Louise Jangsved i Lisebergs konserthall. Senare samma år spelade Vreeswijk in sången själv på LP:n Grimascher och telegram, tillsammans med Ann-Louise Hanson. I Kar de Mumma-revyn 1968 framfördes sången av Anita Lindblom, som även sjöng in den på skiva samma år.
Många artister, bland andra Freddie Wadling tillsammans med Fläskkvartetten, Chords ft. Organism 12, Ultima Thule och Mimikry, har spelat in sången. Bengt Sändh har skrivit en parodisk fortsättning på visan med titeln En ballad dagen efter. Även Petter gör en parodisk version med sin låt Fredrik Snortare och Cecilia Synd.